# Kororaa

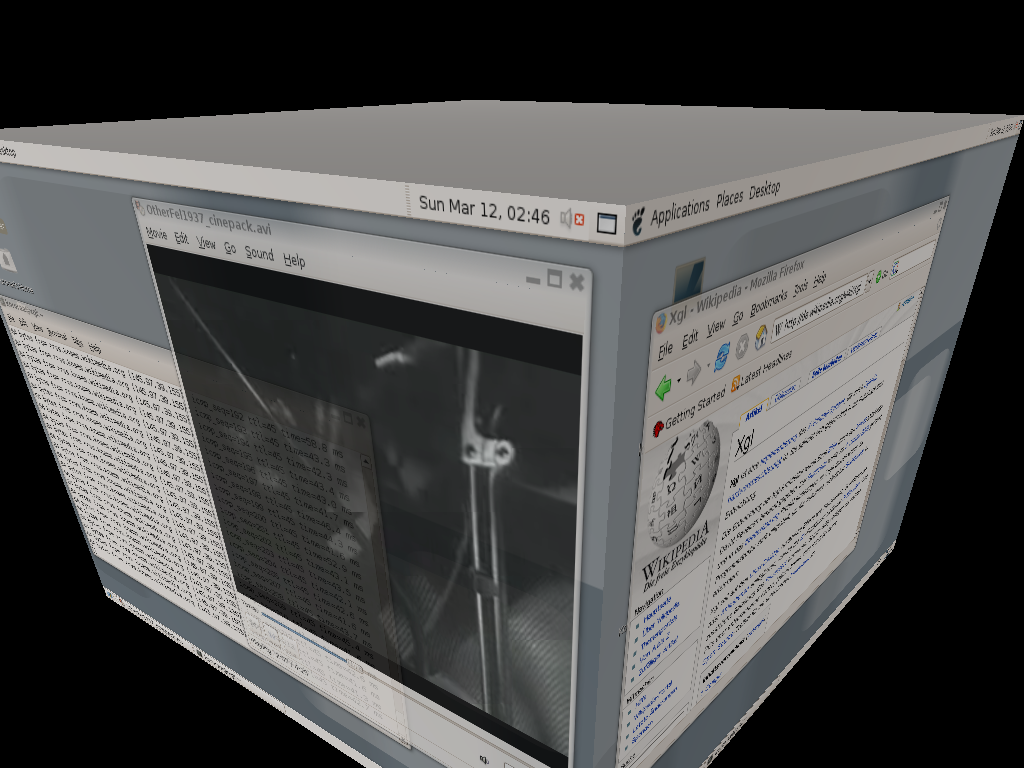
Kostka pokazująca możliwości serwera X z architekturą Xgl.

Kororaa – binarna wersja Gentoo Linux, występująca w dwóch odmianach: Kororaa ze środowiskiem graficznym KDE i Gororaa, która domyślnie używa GNOME. Usprawniony instalator zajmuje się większością zadań, które wymagałaby ręcznej konfiguracji w Gentoo.
Autorzy zostali oskarżeni o złamanie licencji GPL, gdyż użyli zamkniętych sterowników do kart graficznych na płycie LiveCD.

## Historia
Kororaa została założona przez Chrisa Smarta jako sposób na szybkie powielanie instalacji Gentoo Linux na kilku komputerach stacjonarnych. W listopadzie 2007 Smart poinformował, że zarzuca prace nad projektem i że nie będzie wydawał nowych wersji Kororaa. 
23 grudnia 2010 Chris Smart na stronie projektu ogłosił wznowienie rozwoju dystrybucji, ale jako odmiany Fedora Linux.

## Kororaa XGL Live CD
W marcu 2006 r. wydano Kororaa na Live CD, zaprojektowane aby pokazać możliwości AIGLX, Xgl, Compiz, KDE, Gnome, Gentoo i technologii Kororaa. Pozwala bezpiecznie eksperymentować z systemem Kororaa i ma możliwość jego instalacji na dysku. Obsługuje karty graficzne NVIDIA, ATI i Intel,
W maju 2006 r. anonimowy deweloper jądra wysłał na adres Chrisa Smarta, lidera projektu Kororaa, sugestię, że użycie zastrzeżonych sterowników NVIDIA i sterowników fglrx było naruszeniem GPL. Ta informacja przyczyniła do tymczasowego usunięcia obrazu CD ze strony internetowej tego projektu w sierpniu 2006 r.
Dwa miesiące później pojawiła się wersja 0.3 (z KDE i GNOME), w której wszystkie firmowe sterowniki zostały usunięte. Z tego powodu ograniczono obsługę kart graficznych ATI i NVIDIA.

## Zakończenie rozwoju
7 listopada 2007 Smart ogłosił, że rozwój Kororaa będzie zakończony. Powody podjęcia takiej decyzji to:
- Powstanie innej binarnej wersji Gentoo – Sabayon Linux
- Powstanie graficznego instalatora Gentoo
- Instalowanie Compiza w większości dystrybucji
- Niemożność konkurowania Kororaa z innymi dystrybucjami, które domyślnie zawierają niewolne sterowniki.
- Zbyt duży rozmiar projektu dla tylko jednego dewelopera.

## Historia wydań
1. Beta 2 R1, 12 grudnia 2005
2. XGL Live CD 0.1, 8 marca 2006
3. 2006 XGL Live CD 0.2, 6 kwietnia 2006
4. XGL Live CD 0.3, 4 października 2006
5. 14 Beta, 25 grudnia 2010
6. 14 Beta 2, 11 lutego 2011
7. 14 Beta 3, 2 marca 2011